# 300 (numero)
Trecento (300) è il numero naturale dopo il 299 e prima del 301.

## Proprietà matematiche
- È un numero pari.
- È un numero composto con i seguenti 18 divisori: 1, 2, 3, 4, 5, 6, 10, 12, 15, 20, 25, 30, 50, 60, 75, 100, 150, 300. Poiché la somma dei suoi divisori (escluso il numero stesso) è 568 > 300, è un numero abbondante.
- È un numero semiperfetto in quanto pari alla somma di alcuni (o tutti) i suoi divisori.
- È un numero triangolare.
- È un numero di Harshad (in base 10), cioè è divisibile per la somma delle sue cifre.
- È parte delle terne pitagoriche (55, 300, 305), (84, 288, 300), (125, 300, 325), (160, 300, 340), (180, 240, 300), (225, 300, 375), (300, 315, 435), (300, 400, 500), (300, 455, 545), (300, 589, 661), (300, 720, 780), (300, 875, 925), (300, 1105, 1145), (300, 1232, 1268), (300, 1485, 1515), (300, 1863, 1887), (300, 2240, 2260), (300, 2491, 2509), (300, 3744, 3756), (300, 4495, 4505), (300, 5621, 5629), (300, 7497, 7503), (300, 11248, 11252), (300, 22499, 22501).
- È un numero palindromo nel sistema di numerazione posizionale a base 7 (606), in quello a base 8 (454), in quello a base 9 (363) e in quello a base 13 (1A1).
- È un numero pratico.

## Astronomia
- 300P/Catalina è una cometa periodica del sistema solare.
- 300 Geraldina è un asteroide della fascia principale del sistema solare.

## Astronautica
- Cosmos 300 è un satellite artificiale russo.